# مسجد آقا سید علی دزفولی
مسجد آقا سید علی دزفولی مربوط به دوره پهلوی اول است و در اهواز، خیابان دکتر شریعتی، خیابان شهید عظیم (قصر) واقع شده و این اثر در تاریخ ۱۷ اسفند ۱۳۸۱ با شمارهٔ ثبت ۷۹۲۹ به‌عنوان یکی از آثار ملی ایران به ثبت رسیده است.